# Ahmadou Kourouma
Ahmadou Kourouma (ur. 24 listopada 1927 w Boundiali, zm. 11 grudnia 2003 w Lyonie) – francuskojęzyczny pisarz z Wybrzeża Kości Słoniowej.

## Życiorys
Kourouma urodził się 24 listopada 1927 roku w Boundiali; wywodził się z grupy etnicznej Malinke, której język wykorzystał w swojej twórczości. Spędził dzieciństwo w Gwinei, po czym uczył się w szkole średniej w Bamako w Mali. Został wcielony do wojska francuskiego, w latach 1950–1954 brał udział w kampaniach wojskowych w Indochinach. Studiował matematykę w Paryżu i Lyonie, ożenił się z Francuzką. W tym okresie wstąpił do partii komunistycznej.
Wrócił do Wybrzeża Kości Słoniowej w 1960 roku po uzyskaniu przez ten kraj niepodległości, mimo to szybko znalazł sobie wrogów w rządzie Félixa Houphouëta-Boigny'ego i w 1963 roku trafił do więzienia. Zadebiutował w 1968 roku powieścią Fama Dumbuya, najprawdziwszy Dumbuya na białym koniu, która była satyrą na współczesną politykę afrykańską i pokłosie europejskiego kolonializmu Po wygnaniu z ojczyzny przebywał na emigracji w Algierii do 1969 roku, po czym przez pewien okres zajmował stanowiska administracyjne w Kamerunie i Togo, zanim w końcu powrócił do ojczyzny. Ze względu na zamieszki w kraju, w 2002 roku wyjechał do Lyonu, gdzie zmarł 11 grudnia 2003 roku.
Był jednym z najbardziej znanych frankofońskich pisarzy afrykańskich we Francji, gdzie określano go mianem „afrykańskiego Woltera”. Był laureatem licznych wyróżnień, w tym nagrody Nouveaux Droits de l'Homme i Prix Renaudot.

## Twórczość
Książki dla dzieci
- Yacouba, chasseur africain (1998)
- Le Chasseur, héros africain (1999)
- Le Griot, homme de parole (1999)
- Le Prince, homme de pouvoir (2000)
- Le Forgeron, homme de savoir (2000)

Powieści
- Soleils des indépendances (1968), pol. Fama Dumbuya, najprawdziwszy Dumbuya na białym koniu. Zbigniew Stolarek (tłum.). Państwowy Instytut Wydawniczy, 1975. Brak numerów stron w książce
- Monnè, outrages et défis (1990)
- En attendant le vote des bêtes sauvages (1994)
- Allah n’est pas obligé (2000)
- Quand on refuse on dit non (2004), pośmiertnie

### Sztuki
- Le diseur de vérité (1998)

Źródło